# 新屋站 (群馬縣)
新屋站（日语：／ Araya eki */?）是位於群馬縣前橋市粕川町新屋233番2號，上毛電氣鐵道的上毛線車站。

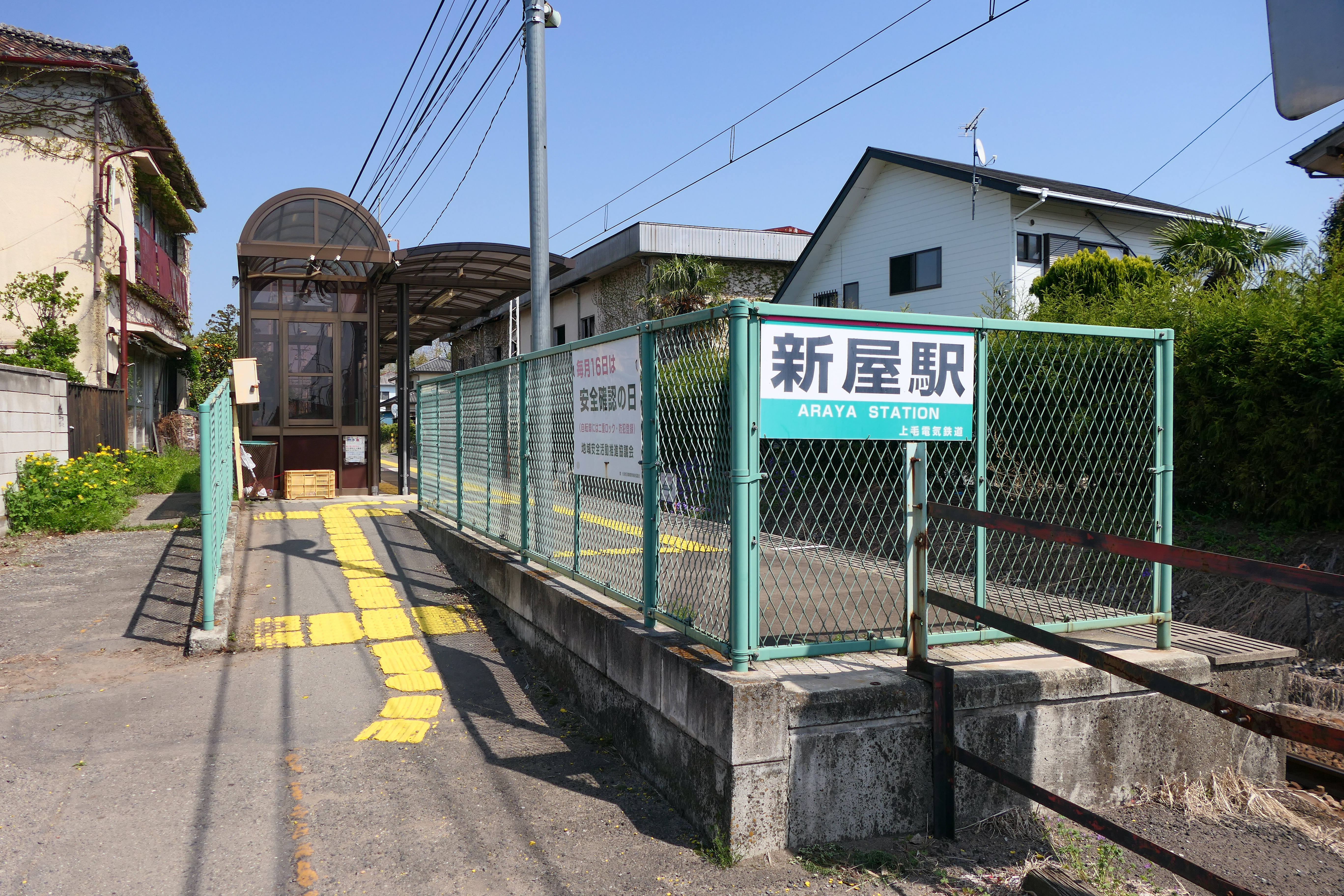
車站入口(2024年4月)

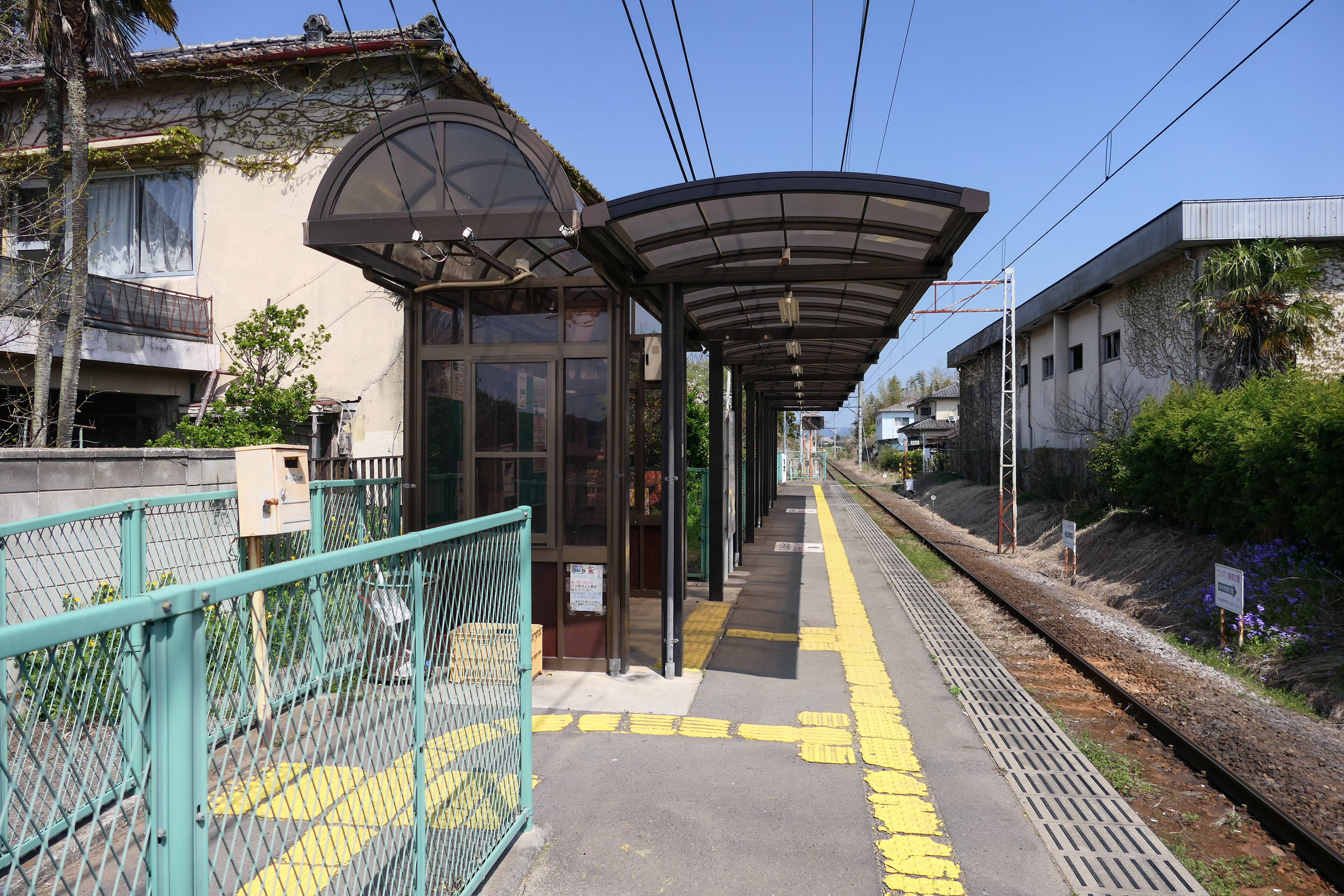
候車室與月台(2024年4月)

## 歷史
- 1928年（昭和3年）11月10日 - 車站啟用[1]。

## 車站構造
此站是地面車站，設有1面1線的單式月台。此站是無人車站。

## 使用狀況
以下為近年1日平均上下車人次變化。
| 上下車人次變化 | 上下車人次變化 |
| 年度           | 1日平均人次    |
| -------------- | -------------- |
| 2011年         | 220            |
| 2012年         | 246            |
| 2013年         | 227            |
| 2014年         | 224            |
| 2015年         | 243            |
| 2016年         | 239            |
| 2017年         | 203            |
| 2018年         | 180            |

## 車站周邊
車站附近為住宅區。

## 相鄰車站
上毛電氣鐵道
上毛線
北原－新屋－粕川

## 注腳
1. ↑  「地方鉄道運輸開始」『官報』1928年11月19日（國立國會圖書館數碼化收藏）
2. ↑  国土数値情報　駅別乗降客数データ  （页面存档备份，存于）（日語） - 國土交通省、2020年9月21日參閲

## 外部連結
- 上毛電氣鐵道　沿線資訊 （页面存档备份，存于）（日語）